# Burke's Peerage
Burke’s Peerage & Baronetage, ouvrage d'abord publié en 1826 par John Burke à Londres, est considéré comme faisant autorité dans l'ordre de préséance des familles nobles et les informations de la petite noblesse du Royaume-Uni.
Burke procure les détails généalogiques, biographiques et la titulature de l'aristocratie britannique ou des monarchies et des anciennes dynasties européennes, et de plusieurs des principales familles internationales.
Burke's Peerage désigne également l'éditeur britannique, devenu en 2013, entreprise internationale sous le nom officiel Burke's Peerage Limited,.

## Histoire
En 1826, le généalogiste irlandais John Burke a commencé à publier des livres consacrés à l'ascendance et à l'héraldique de la pairie et de la noblesse terrienne (baronnet, chevalerie, landed gentry) au Royaume-Uni. Sa première publication, a Genealogical and Heraldic Dictionary of the Peerage and Baronetage of the United Kingdom, a été mise à jour sporadiquement jusqu'en 1847, année où la compagnie a commencé à publier de nouvelles éditions chaque année sous le nom de Burke's Peerage, Baronetage and Knightage (souvent abrégé en Burke's Peerage ). D'autres livres ont suivi, notamment Burke's Landed Gentry, Burke's Colonial Gentry et Burke's General Armory. La maison d'édition a également publié des livres sur les familles royales d'Europe et d'Amérique latine, les familles dirigeantes d'Afrique et du Moyen-Orient, les familles distinguées des États-Unis et les familles historiques d'Irlande.

## Critiques
Dès le début, les travaux de Burke sont marqués par la pomposité et la négligence. Les lecteurs ont pu accepter, comme une légère excentricité stylistique, l'idolâtrie de personnages médiévaux qui n'étaient que des brigands et le ton ridiculement révérencieux adopté envers des personnes insignifiantes possédant un titre ou apparentées à une personne titrée. Cependant, la principale faute de fond était l'inexactitude fréquente et évidente des articles. Sans une grande connaissance de l'histoire ou de la généalogie, le lecteur pouvait voir des invraisemblances et des incohérences tant au sein des articles qu'entre eux. Les erreurs dans les articles existants n'ont pas été corrigées entre les éditions et de nouvelles erreurs ont été ajoutées dans les nouveaux articles. On en trouve encore un petit exemple en 1953. L'article sur la baronnie des Baden-Powell mentionnait une relation entre premier baron (décédé en 1941) et la famille du premier comte Nelson (décédé en 1835). Cette relation, non évoquée dans l'article sur le comté de Nelson, était inexistante dans la réalité,. Quand une telle négligence apparaissait sur des liens relativement récents, comment les lecteurs pouvaient-il espérer trouver des indications précises sur les titres aux ascendances complexes et remontant à une époque lointaine ou médiévale?[non neutre]
Les spécialistes sérieux ont toujours fait peu de cas des livres de Burke, exposant, de temps en temps, leurs défauts. En 1877, le professeur d’Oxford Edward Augustus Freeman pointa en des termes de mépris sans précédent, les fables et les fictions de Burke, où il put facilement trouver un pedigree qui était purement mythique - si tant est que mythique ne soit pas un mot trop respectable pour ce qui doit être, dans beaucoup de cas, un travail d'invention délibérée…. (et) presque toujours faux. En règle générale, ce n'est pas seulement faux, mais impossible… pas seulement des fictions, mais exactement ce genre de fiction qui est, à ses débuts, un mensonge délibéré et intéressé. La réputation de la marque dans les milieux informés était bien établie en 1893 lorsqu'Oscar Wilde écrivit dans la pièce Une femme sans importance : « Vous devriez étudier la généalogie des nobles, Gerald, la Pairie. C'est le seul livre qu'un jeune homme qui fréquente la ville doit connaître dans les moindres détails, et c'est le meilleur roman que les Anglais aient jamais écrit. »
De telles piques eurent peu d’effet et en 1901, l’historien J. Horace Round dénonça les « vieilles fables » et « récits invraisemblables » perpétués par le Burke's Peerage.

## Dans la littérature
Dans les premières lignes de son roman L'Amour dans un climat froid, Nancy Mitford dresse un parallèle entre le Burke et le Debrett's Peerage : « Il est indispensable que le lecteur soit, une fois pour toutes, pénétré de l'idée que les Hampton ont toujours été des gens extrêmement puissants et extrêmement riches. Un coup d'œil dans le Burke ou le Debrett suffirait d'ailleurs à l'en convaincre ; mais il est parfois malaisé de se procurer ces ouvrages considérables. [...] Burke et Debrett s'étendent tous deux, avec une complaisance marquée, sur les merveilleuses particularités de cette famille, préservée de toute alliance féminine équivoque. »
Dans Le Roman de la momie, Théophile Gautier écrit page 9: « il portait partout avec lui la sécurité dédaigneuse que donnent une grande fortune héréditaire, un nom historique inscrit sur le livre du Peerage and Baronetage, cette seconde Bible de l’Angleterre, et une beauté dont on ne pouvait rien dire, sinon qu’elle était trop parfaite pour un homme.»